# 仏島
仏島（ほとけじま）は、富山県氷見市と石川県七尾市の県境沖にある島。直線距離では七尾市の沿岸に近い位置にあるが、地籍は氷見市脇に属する。

## 概要

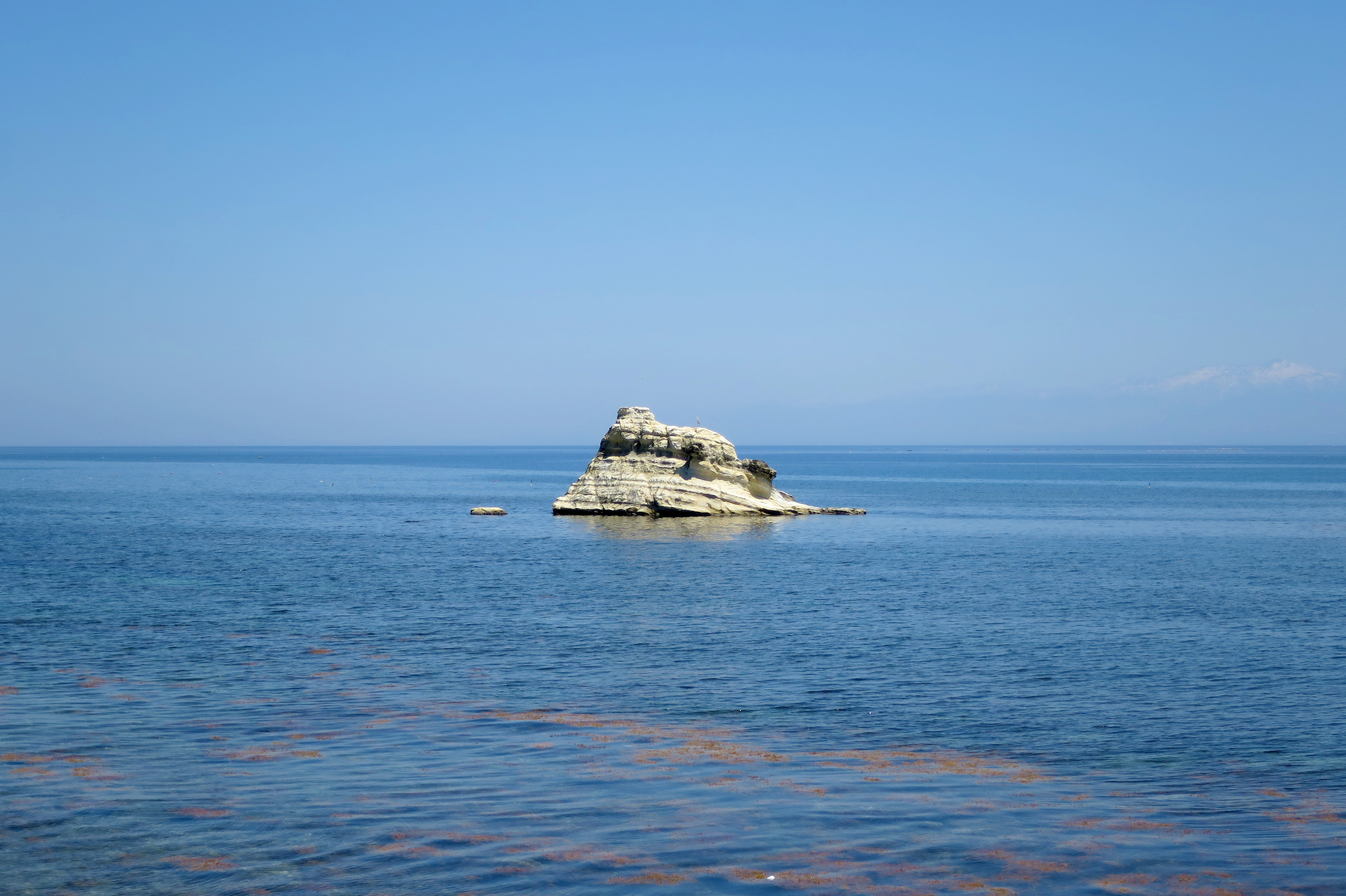
仏島

面積約400m2、周囲約80m。越中国と能登国の国境にある「能越国境の島」である。越中国と能登国の間では島の領有を巡る争いがあったという。七尾市山崎町の阿良加志比古神社の神事に関わりをもつ島でもあった。